# 各各他
各各他山（英語：Golgotha），天主教典籍譯為加爾瓦略山（英語：Calvary，譯自拉丁文）或哥耳哥達（譯自古希臘文 Γολγοθᾶς，可能轉譯自當時的阿拉美語），意譯為「髑髏地」。此地乃是羅馬帝國統治以色列時期耶路撒冷城郊之山，據《新約聖經》中的四福音書（如馬太福音27:33、約翰福音19:17）記載，耶穌基督曾被釘在各各他山上的十字架。多年來，「各各他山」這個名稱和十字架，一直是基督受難的標誌。

## 参見
- 無能者之死
- 加爾瓦略山